# Hartmanns Begravelse
Hartmanns Begravelse er en dansk dokumentarisk optagelse fra 1900, foretaget af Peter Elfelt.

## Handling
Komponisten Johan Peter Emilius Hartmann bisættes fra Vor Frue Kirke i København. Stort følge af blandt andet studenter.